# الفراهي (المخادر)

تعديل مصدري - تعديل

الفراهي هي إحدى قرى عزلة بضعة بمديرية المخادر التابعة لمحافظة إب، بلغ تعداد سكانها 200 نسمة حسب تعداد اليمن لعام 2004.